# Бохиров, Солиджон Бохирович
Солиджон Бохирович Бохиров — советский хозяйственный, государственный и политический деятель.

## Биография
Родился в 1923 году в кишлаке Кучкак. Член КПСС.
С 1939 года — на хозяйственной, общественной и политической работе. В 1939—1986 гг. — преподаватель средней школы в к. Кучкак Канибадамского района, в Советской Армии, заведующий делопроизводством Канибадамского военного комиссариата, ответсекретарь исполкома Канибадамского районного Совета депутатов трудящихся Ленинабадской области, заведующий отделом пропаганды и агитации Канибадамского райкома КП (б) Таджикистана, первый секретарь Пролетарского райкома КП Таджикистана, второй секретарь Ленинабадского обкома КП Таджикистана, первый секретарь Пролетарского РК КП Таджикистана, заместитель министра просвещения Таджикской ССР, первый секретарь Матчинского райкома КП Таджикистана, секретарь парткома Матчинского производственного колхозно-совхозного управления, первый секретарь Матчинского райкома КП Таджикистана, заведующий отделом административных органов ЦК КП Таджикистана.
Избирался депутатом Верховного Совета Таджикской ССР 4-11-го созывов.
Умер в Душанбе в 1998 году.